# Cratere Enheduanna
Enheduanna  è un cratere sulla superficie di Mercurio.